# Farmrail

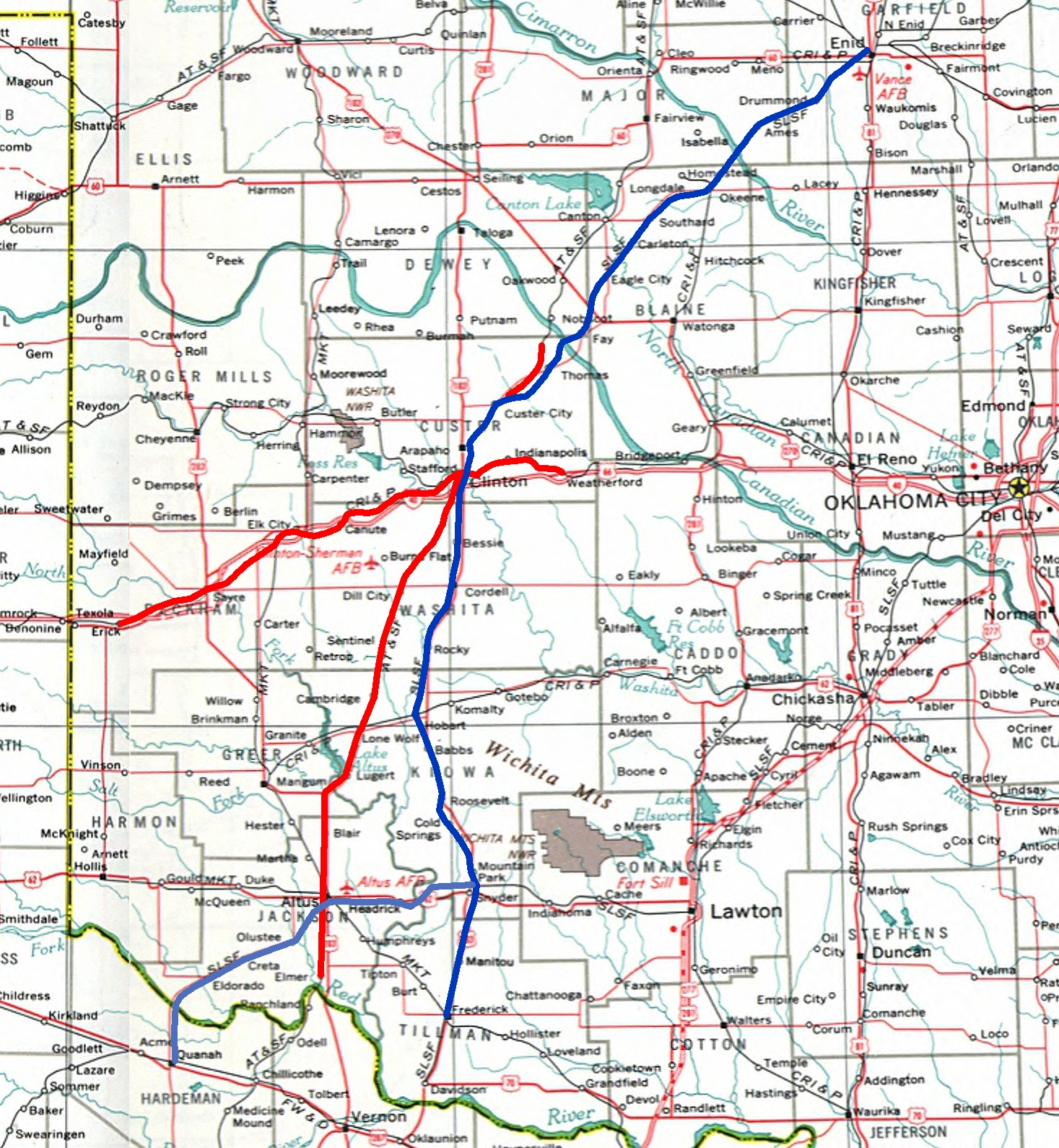
Streckennetz Farmrail Systems Inc.
rot: Farmrail Corp., blau: Grainbelt Corp., hellblau: Streckennutzungsrechte Grainbelt Corp.

Die Farmrail Corporation (AAR reporting mark: FMRC) ist eine Rangier-Eisenbahngesellschaft im US-Bundesstaat Oklahoma. Die Gesellschaft gehört zur im Mitarbeiterbesitz befindlichen Farmrail Systems Inc. Zu diesem Unternehmen gehört ebenfalls die Grainbelt Corporation.
Die Bahngesellschaft betreibt mit 22 Angestellten ein Streckennetz von 296 Kilometern. In Altus bestehen Übergänge zur BNSF Railway und zur Wichita, Tillman and Jackson Railway. Wichtigste Güter der bei Bedarf durchgeführten Transporte sind Getreide, Düngemittel und Ausrüstungen für Ölbohrunternehmen. 

## Geschichte
Mit der Liquidation der Chicago, Rock Island and Pacific Railroad (Rock Island) 1980 wurde der westliche Teil von Oklahoma von Eisenbahnnetz abgehängt. Die Regierung von Oklahoma erwarb deshalb wichtige Strecken und verpachtete diese an Eisenbahnunternehmen. Am 19. November 1981  begann Farmrail auf der gepachteten Strecke Clinton–Elk City mit der Durchführung von Zugfahrten. Später wurde der Betrieb auf der Ost-West-Strecke (frühere Bahnstrecke Memphis–Tucumcari der Rock Island) bis Erick verlängert. Im Januar 1993 kam der Abschnitt von Westhom nach Elmer (164 Kilometer), ein Teil der früheren Nord-Süd-Strecke der Kansas City, Mexico and Orient Railroad, dazu. Auch diese Strecke wurde vom Staat gepachtet.
Seit 2007 bietet Farmrail unter dem Namen „Quartz Mountain Flyer“ einen an Samstagen verkehrenden Ausflugszug an. 

## Fahrzeugpark
2020 besaß die Gesellschaft 28 Lokomotiven (eine EMD SW9, zehn EMD GP9, drei EMD GP7, vier EMD GP10, zehn EMD GP38-2 und eine EMD GP38).

## Unternehmensleitung
- Chairman und Chief Executive Officer
  - seit 1981: George C. Betke, Jr.

- President
  - seit Januar 2014: Judy A. Petry